# Boulouparis
Boulouparis is een gemeente in Nieuw-Caledonië en telt 3.005 inwoners (2014). De oppervlakte bedraagt 865,6 km², de bevolkingsdichtheid is 3,5 inwoners per km².

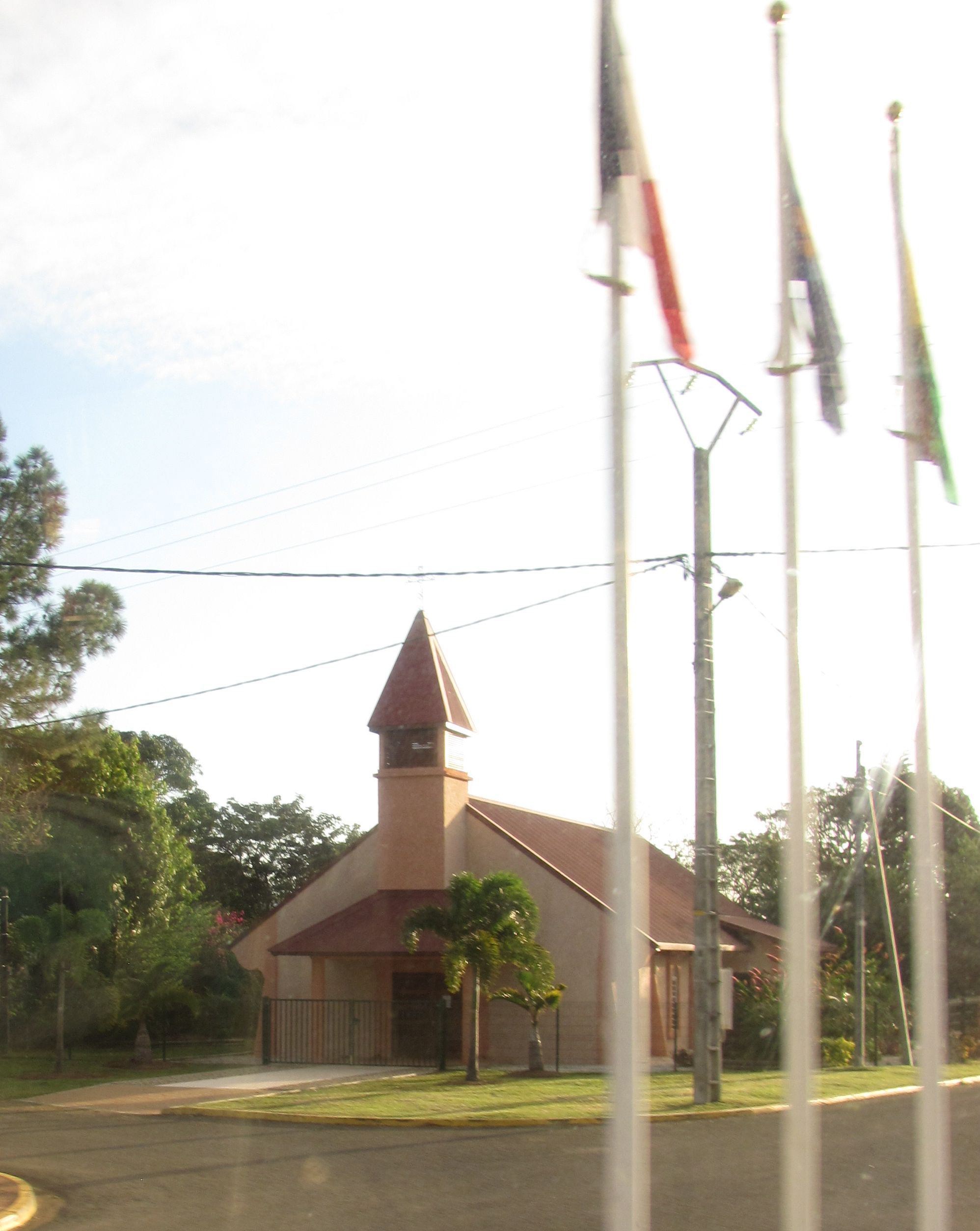
Kerk in Boulouparis
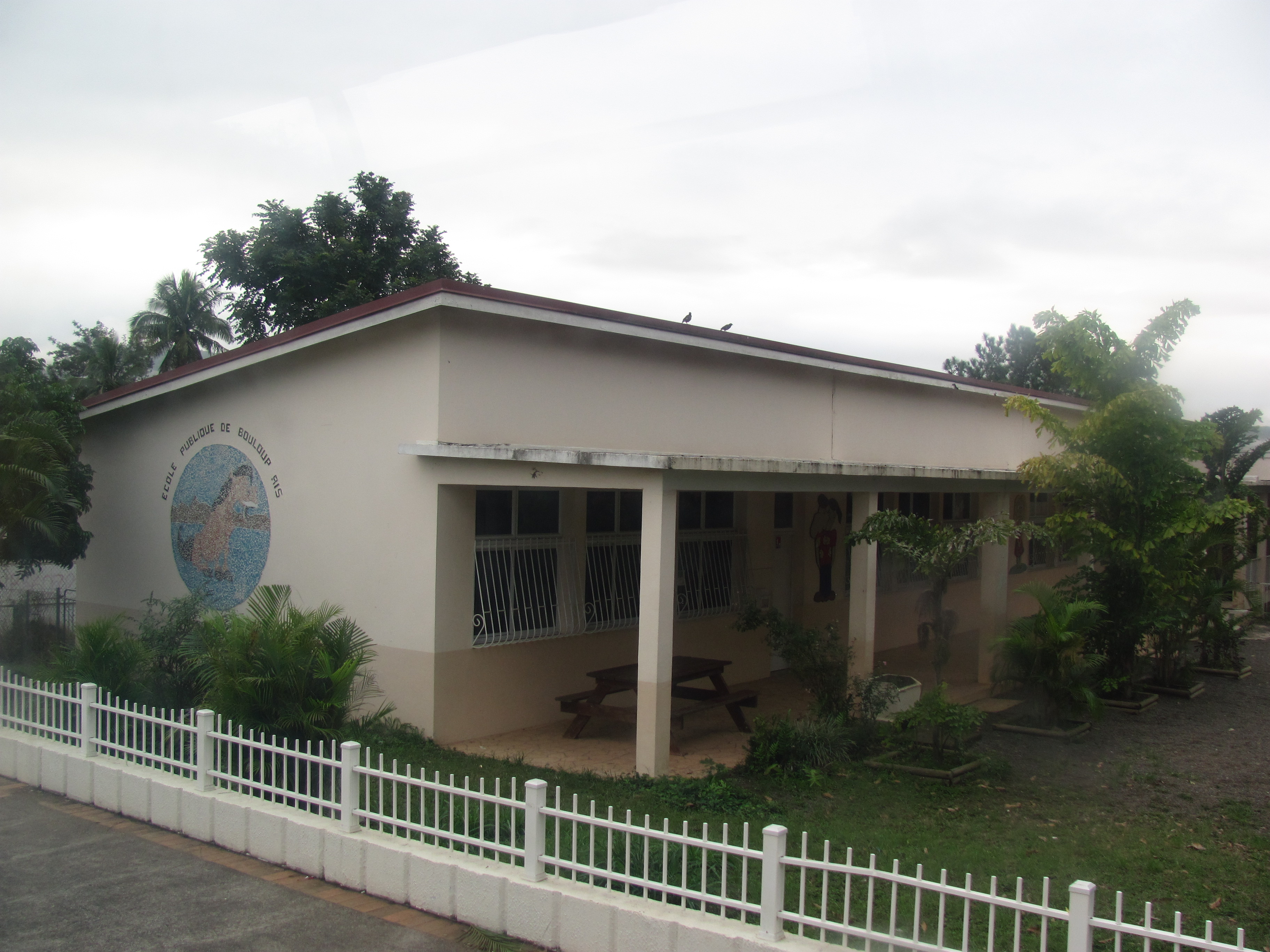
School in Boulouparis